# Antipathes simpsoni
Antipathes simpsoni är en korallart som först beskrevs av Sophia L.M. Summers 1910.  Antipathes simpsoni ingår i släktet Antipathes och familjen Antipathidae. Inga underarter finns listade i Catalogue of Life.